# Las Garcitas
Las Garcitas é uma cidade da Argentina, localizada na província de Chaco.